# Fabiola Bologna
Fabiola Bologna (Sora, 29 settembre 1972) è una politica italiana.

## Biografia
Laureata in medicina all'Università Cattolica del Sacro Cuore di Milano, specializzata in neurologia, svolge la professione di medico neurologo al Giovanni XXIII di Bergamo.
Alle elezioni politiche del 2018 viene candidata alla Camera dei deputati, tra le liste del Movimento 5 Stelle nella circoscrizione Lombardia 2, venendo eletta deputata. Durante la XVIII legislatura della Repubblica è stata membro e, dal 2020 al 2022, segretaria della 12ª Commissione Affari sociali, oltreché componente della Commissione parlamentare per l'infanzia e l'adolescenza, oltre ad essere relatrice della maxi riforma sulle malattie rare approvata all'unanimità in prima lettura, il 26 maggio 2021, alla Camera.
Il 24 aprile 2020 si abbandona il Movimento 5 Stelle, aderendo al gruppo misto della Camera nella componente di “Popolo Protagonista - Alternativa Popolare”.
Il 16 febbraio 2021 Bologna, assieme a Gianluca Rospi, partecipa alla formazione della componente autonoma “Cambiamo!-Popolo Protagonista” insieme a otto deputati del partito di Giovanni Toti a sostegno del governo di Mario Draghi.
Il 27 maggio seguente aderisce a Coraggio Italia, il nuovo partito fondato dal sindaco di Venezia Luigi Brugnaro insieme al presidente della Liguria Giovanni Toti e a numerosi parlamentari di diversa provenienza (M5S, Forza Italia, Cambiamo!-Popolo Protagonista, Lega e Centro Democratico).
Il 18 novembre dello stesso anno diventa portavoce del coordinamento di Coraggio Italia in Lombardia.
Il 28 giugno 2022, dopo aver lasciato Coraggio Italia, con dieci colleghi forma la nuova componente ”Vinciamo Italia-Italia al Centro con Toti”. Il 9 agosto sostituisce Guido Della Frera come coordinatrice di Italia al Centro in Lombardia.
Alle elezioni politiche anticipate del 25 settembre viene candidata nel collegio plurinominale di Bergamo e Treviglio come capolista di Noi moderati, formazione composta da Italia al Centro, Coraggio Italia, Noi con l'Italia e UdC non risultando eletta poiché la lista non supera la soglia di sbarramento del 3%.